# Edirne
Edirne là một thành phố nằm trong tỉnh Edirne của Thổ Nhĩ Kỳ. Thành phố Edirne có diện tích 830 km², dân số thời điểm năm 2009 là 140.374 người, năm 2007 là 150717 người

## Khí hậu
| Dữ liệu khí hậu của Edirne                  | Dữ liệu khí hậu của Edirne | Dữ liệu khí hậu của Edirne | Dữ liệu khí hậu của Edirne | Dữ liệu khí hậu của Edirne | Dữ liệu khí hậu của Edirne | Dữ liệu khí hậu của Edirne | Dữ liệu khí hậu của Edirne | Dữ liệu khí hậu của Edirne | Dữ liệu khí hậu của Edirne | Dữ liệu khí hậu của Edirne | Dữ liệu khí hậu của Edirne | Dữ liệu khí hậu của Edirne | Dữ liệu khí hậu của Edirne |
| Tháng                                       | 1                          | 2                          | 3                          | 4                          | 5                          | 6                          | 7                          | 8                          | 9                          | 10                         | 11                         | 12                         | Năm                        |
| ------------------------------------------- | -------------------------- | -------------------------- | -------------------------- | -------------------------- | -------------------------- | -------------------------- | -------------------------- | -------------------------- | -------------------------- | -------------------------- | -------------------------- | -------------------------- | -------------------------- |
| Cao kỉ lục °C (°F)                          | 20.5 (68.9)                | 23.3 (73.9)                | 28.0 (82.4)                | 33.5 (92.3)                | 37.1 (98.8)                | 42.6 (108.7)               | 44.1 (111.4)               | 41.9 (107.4)               | 39.9 (103.8)               | 35.8 (96.4)                | 28.0 (82.4)                | 22.8 (73.0)                | 44.1 (111.4)               |
| Trung bình ngày tối đa °C (°F)              | 7.1 (44.8)                 | 10.2 (50.4)                | 14.3 (57.7)                | 19.8 (67.6)                | 25.5 (77.9)                | 30.1 (86.2)                | 32.7 (90.9)                | 33.1 (91.6)                | 27.9 (82.2)                | 21.0 (69.8)                | 14.4 (57.9)                | 8.4 (47.1)                 | 20.4 (68.7)                |
| Trung bình ngày °C (°F)                     | 2.8 (37.0)                 | 4.8 (40.6)                 | 8.3 (46.9)                 | 13.2 (55.8)                | 18.5 (65.3)                | 22.9 (73.2)                | 25.3 (77.5)                | 25.4 (77.7)                | 20.6 (69.1)                | 14.8 (58.6)                | 9.3 (48.7)                 | 4.4 (39.9)                 | 14.2 (57.6)                |
| Tối thiểu trung bình ngày °C (°F)           | −0.4 (31.3)                | 0.7 (33.3)                 | 3.5 (38.3)                 | 7.3 (45.1)                 | 12.1 (53.8)                | 16.1 (61.0)                | 18.2 (64.8)                | 18.3 (64.9)                | 14.2 (57.6)                | 9.9 (49.8)                 | 5.4 (41.7)                 | 1.2 (34.2)                 | 8.9 (48.0)                 |
| Thấp kỉ lục °C (°F)                         | −19.5 (−3.1)               | −19.0 (−2.2)               | −12.0 (10.4)               | −4.1 (24.6)                | 0.7 (33.3)                 | 6.0 (42.8)                 | 8.0 (46.4)                 | 8.9 (48.0)                 | 0.2 (32.4)                 | −3.7 (25.3)                | −9.4 (15.1)                | −14.9 (5.2)                | −19.5 (−3.1)               |
| Lượng Giáng thủy trung bình mm (inches)     | 65.8 (2.59)                | 53.3 (2.10)                | 52.8 (2.08)                | 44.0 (1.73)                | 57.5 (2.26)                | 46.0 (1.81)                | 39.6 (1.56)                | 24.0 (0.94)                | 39.2 (1.54)                | 66.1 (2.60)                | 66.4 (2.61)                | 70.5 (2.78)                | 625.2 (24.61)              |
| Số ngày giáng thủy trung bình               | 10.50                      | 9.57                       | 11.57                      | 11.23                      | 11.70                      | 9.90                       | 6.47                       | 4.57                       | 6.40                       | 8.90                       | 10.00                      | 11.47                      | 112.3                      |
| Số giờ nắng trung bình tháng                | 68.2                       | 98.9                       | 130.2                      | 171.0                      | 229.4                      | 255.0                      | 288.3                      | 279.0                      | 198.0                      | 136.4                      | 87.0                       | 58.9                       | 2.000,3                    |
| Số giờ nắng trung bình ngày                 | 2.2                        | 3.5                        | 4.2                        | 5.7                        | 7.4                        | 8.5                        | 9.3                        | 9.0                        | 6.6                        | 4.4                        | 2.9                        | 1.9                        | 5.5                        |
| Nguồn: Turkish State Meteorological Service |                            |                            |                            |                            |                            |                            |                            |                            |                            |                            |                            |                            |                            |